# Güneş
Güneş (тур. Гюнеш — «Солнце») — турецкая ежедневная газета. Основана 19 февраля 1982 года Омером Чавушоглу в Стамбуле. Слоган — «Halkın cesur sesi» (тур. Смелый голос народа).
Основанная группой Kozanoğlu‐Çavuşoğlu газета была продана бизнесмену Мехмету Али Йылмазу в июле 1983 года. 19 февраля 1989 года газету приобрёл бизнесмен Асиль Надир. 6 марта 1992 года выпуск газеты был прекращён из-за финансовых проблем. 4 февраля 1997 года выпуск газеты восстановила семья Ылыджак. В апреле того же года газету приобрёл холдинг Çukurova. В мае 2013 года газета была передана принадлежащему правительству Турции Фонду страхования сберегательных вкладов. 21 ноября того же года по договорённости между холдингом Çukurova и группой Sancak газета Güneş вместе с газетой Akşam и каналом Sky Türk была продана принадлежащей группе медиахолдингу Türkmedya, позже переименованному в Esmedya.